# Coroza

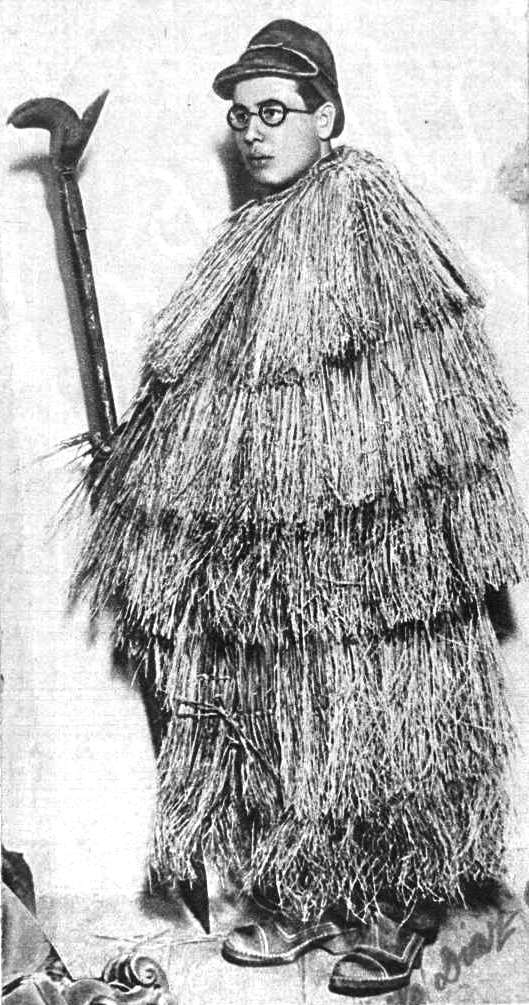
Francisco Fernández del Riego cuma caroza.

Uma coroza, caroza é uma peça de vestir galega feita de juncos empregada em épocas de chuva para resguardar-se dela. Completava-se com umas polainas do mesmo material.
Está confeccionada em três partes, uma exterior que cobre os ombros e chega até a cintura, e duas interiores que começam desde os ombros e que chegam até os pés. Na parte inferior das pernas põem-se as polainas e para os pés umas deitas de couro com sola de madeira.
Esta peça de vestir foi caindo em desuso, e o 6 de março de 2018, morreu em Castro, Carballedo, Alejandro Regal Regal, o último fabricante de corozas da comarca de Chantada e, possa que o último da Galiza. Alejandro tinha 88 anos e era um dos últimos artesãos que sabiam como elaborar este fato.